# Zvíkovský rarášek
Zvíkovský rarášek je jednoaktová veselohra sepsaná českým spisovatelem a dramaturgem Ladislavem Stroupežnickým. Byla též adaptována Vítězslavem Novákem jako opera Zvíkovský rarášek s prakticky nezměněným textem.

## Premiéry
První provedení proběhlo v Novém českém divadle (divadelní aréna) 21. května 1883, spolu s dalšími dvěma jednoaktovkami. V představení vystoupili herci, kteří následně alternovali tyto role v Národním divadle (které bylo po požáru uzavřeno do 18. listopadu 1883). Zde byl Zvíkovský rarášek poprvé proveden 21. listopadu 1883.

## Děj
Odehrává se na hradě Zvíkově roku 1585.
V síni pana Kryštofa ze Švamberka popíjí hradní pán se svým hostem Mikulášem Dačickým z Heslova, nákladníkem na Kutných Horách a známým spisovatelem a bonvivánem. Pánové Kryštof a Mikuláš se znají již z doby bojů proti Turkům v Uhrách. Švamberk má pana Mikuláše rád jako zábavného a duchaplného společníka pro sebe i pro svého čtrnáctiletého syna Petra, ale jeho vyhlášené „freje“ mu začínají být na obtíž, zvláště když mu neušlo, že Dačický pokukuje po jeho manželce, ctné paní Elišce rozené z Rožmberka. Ta je nyní na hradě Orlíku, aby dohlédla na výmalbu síní svěřenou italským mistrům, ale brzy by se měla vrátit. Švamberk Dačického před pletkami přátelsky, ale důrazně varuje.
Páže Michálek ohlašuje hradnímu pánovi návštěvu. Dívka jménem Markéta Zvěřinová, poddaná z Mirotic (na měšťanské děvče poněkud honosně oblečená v sametu se španělským límcem) přišla požádat o výhostní list z poddanství, protože by se ráda provdala za mladého muže ze sousedního panství. Panu Švamberkovi se upejpavá, naivní a trochu koketní dívčina líbí a nakonec si od Markéty jako odměnu za podpis na listu vyprosí „otcovské políbení“, které pýřící se měšťanka udělí. Protože však Mirotice drží pan Kryštof společně se svou paní, je nutný ještě její podpis.
Pan Mikuláš přichází varovat, že „zdi hradu Zvíkova se otřásají ve svých fundamentech“, vskutku vzápětí vpadnou do síně Petr ze Švamberka a klíčnice Salomena ve velké vádě o (v pořadí třináctý) medový koláč, který ctihodná paní Salomena odmítá mladému pánovi vydat. Přísná otcova slova Petra naoko ukázní, po straně však „babizně“ přísahá pomstu. Pan Švamberk odchází sepsat výhostní list a paní Salomeně nařizuje pohostit Markétu. Zlostný Petr na odchodu pohodí v koutě zmačkaný španělský límec.
V pokoji zůstává Mikuláš Dačický a přemítá o tom, jak těžké je ubránit se hříchu v blízkosti paní Elišky. Ta se právě vrací. Dvoření, kterým ji Dačický zahrnuje, je jí nemilé, ale pak naoko povolí a s postranním úmyslem od něj přijme milostné „skládání“, které uschová do kabelky. Poté zahlédne na zemi dámský krejzl, což Dačický uvádí do souvislosti s návštěvou mladé měšťky u jejího manžela. Co se asi dělo, že při tom přišla o límec? Paní Elišky se zmocňuje žárlivost. Zvláště když návštěvu tuze pěkného děvčete se španělským límcem, která se panu otci jistě líbila, potvrzuje i Petřík.
Švamberk vítá svou ženu a prosí ji o podpis na výhostní list, Eliška se však chová odměřeně a věc s podpisem si prý ještě rozmyslí. Nepozoruje, že jí Petr mezitím vytáhl z kabely Dačického báseň. Chlapec si ji čte a ovšem nerozumí: „Jak vroucně tebe miluju, však hořem v hrob se schyluju.“ Proč by se pan Mikuláš, jenž se oddává všem dostupným radovánkám, schyloval v hrob? Ptá se na vysvětlení otce. Ten odpovídá jen vyhýbavě, zato existence milostného listu v kabelce jeho manželky značně upoutá jeho pozornost.
Mezitím hovoří Eliška s panem Dačickým: nyní má v ruce písemný důkaz, že usiluje o její ctnost a zpronevěřuje se postavení hosta. Neodjede-li z hradu – pod jakoukoli záminkou – do tří hodin, předloží jeho báseň svému muži, který jistě nebude váhat s trestem. Dačický uznává svou porážku a chystá se k odjezdu. Salomena představuje paní Elišce Markétu, nyní bez límce, což posílí Eliščino podezření.
Mezi manželi Švamberkovými dochází k rodinné konfrontaci. Co má znamenat ten límec v pánově pokoji? A co báseň v panině kabelce? Eliška má v argumentaci navrch: ona svou nevinu prokáže do tří hodin, ale její choť se neodvažuje přísahat, že se v její nepřítomnosti nezpronevěřil manželské věrnosti. Eliška znovu vyslýchá Markétu: dozví se nejen to, že mezi ní a urozeným pánem došlo jen na jedno políbení, ale i to, že nalezený krejzl není Markétin: ta si svůj límec schovala na Salomenino doporučení, že hradní paní nerada u poddaných vidí pánský úbor. Eliška ještě chvíli manžela pro onu hubičku potrápí, ale pak přijme jeho odprošení. A už přichází pan Dačický z Heslova, který musí naléhavě odjet na nákladnickou schůzi do Kutné Hory. Ani prosby Petříka, ani poněkud méně upřímné protesty pána a paní ze Švamberka jej nemohou zadržet. I záhada s krejzlem se vyřeší, protože právě takový začala postrádat nasupená paní Salomena: to Petr jí ho sebral jako odplatu za historku s medovými koláči. Dačický se kavalírsky loučí a na odchodu nabízí rámě paní Salomeně.